# Teija Tiilikainen
Teija Tiilikainen (ur. 22 kwietnia 1964 w Lohji) – fińska politolog, nauczyciel akademicki i urzędnik państwowy, sekretarz stanu w resorcie spraw zagranicznych.

## Życiorys
Absolwentka politologii na szwedzkojęzycznej uczelni Åbo Akademi w Turku. Na tym samym uniwersytecie doktoryzowała się w zakresie nauk politycznych w 1997. Od 1989 pracownik naukowy, początkowo na Uniwersytecie w Turku, następnie na Åbo Akademi. Od 1998 związana z Uniwersytetem Helsińskim, gdzie w 2001 objęła stanowisko dyrektora naukowego w uczelnianym centrum studiów europejskich. Została także wykładowczynią Fińskiego Uniwersytetu Obrony Narodowej. W 2002 powierzono jej funkcję specjalnego przedstawiciela fińskiego rządu w Konwencie Europejskim. Od 2007 do 2008 była sekretarzem stanu w ministerstwie spraw zagranicznych, po czym powróciła do pracy naukowej.
Publicystka m.in. „Hufvudstadsbladet”, „Turun Sanomat” i „Etelä-Suomen Sanomat”, a także czasopism politologicznych. Została dyrektorem UPI, niezależnego instytutu badawczego zajmującego się stosunkami międzynarodowymi. Objęła również funkcję redaktora naczelnego wydawanego przez tę instytucję periodyku „Ulkopolitiikka”.